# Pagramantis

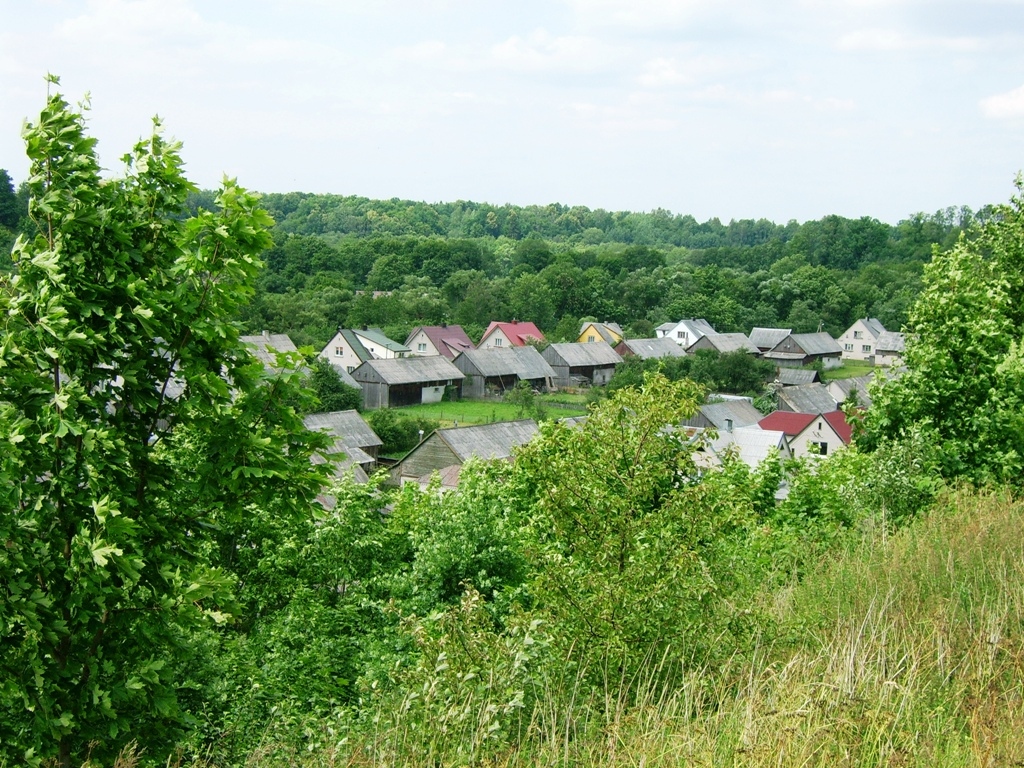
Panorama severní části Pagramantisu - pohled z návrší hradiště

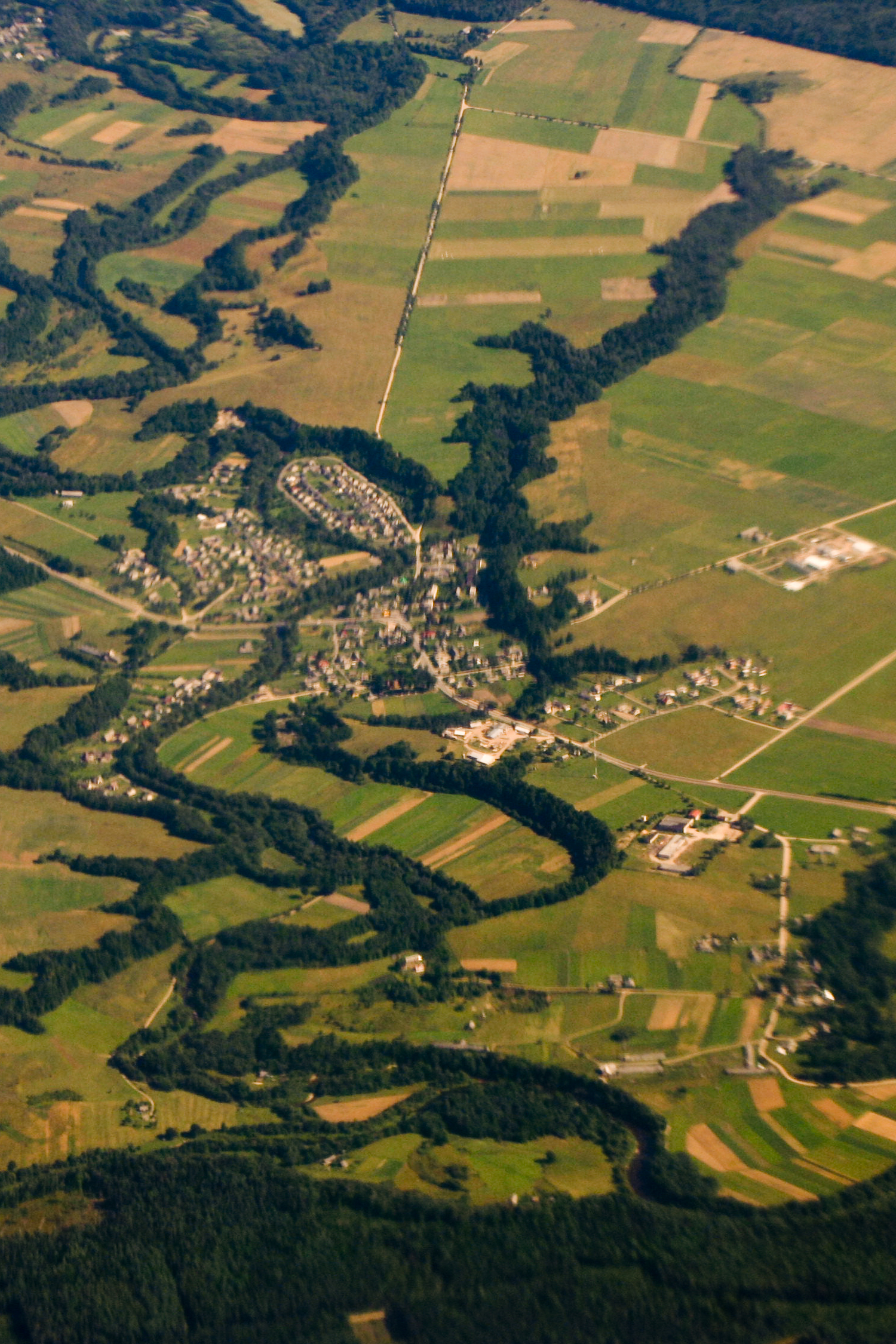
Letecký snímek: pohled od jihu

Pagramantis je městys v západní části Litvy, na soutoku řek Akmena a Gramančia, podle které dostal Pagramantis název, na půlcestě mezi okresními městy Šilalė a Tauragė (15 km od Tauragė, silnice č. 164), na území Pagramantiské ChKO (litevsky Pagramančio regioninis parkas).
Je zde kostel Panenského početí Nejsvětější Panenky Marie (od roku 1774; se zvonicí z 19. století), základní škola, knihovna, kulturní dům (Pagramantiská zájmová obec "Gramančia"), zdravotní středisko, pošta, čtyři dřevozpracující podniky, krejčovská dílna, autoopravna. V roce 2001 zde bylo 569 obyvatel. Městysem protéká řeka Akmena, která se nedaleko - na jižním okraji souměstí Pagramantis - Ringiai vlévá do řeky Jūra. Národní kulturní památka Pagramantské hradiště je na soutoku řek Akmena a Gramančia, dále na jih od něj je hradiště "Naujininkų piliakalnis". Městečko leží uprostřed masívu Pagramantiského lesa.

## Minulost městysu
Za dob Velkoknížectví litevského bylo v Pagramantisu panské sídlo, jeho vlastníkem byl žmuďský biskup Jonas Domininkas Lopacinskis, který roku 1744 postavil dřevěný kostel a přiřadil jej pod působnost šilalėského faráře. V roce 1773 byl instalován hlavní oltář, který se dochoval až dosud. V roce 1780 se obyvatelé obrátili s žádostí na tehdejšího žmuďského biskupa Jana Giedraitise se žádostí z filie (vedlejší, dceřiná farnost) učinit farnost. Prvním farářem se stal Radvilavičius. Nový farář v obci zřídil špitál (útulek pro sirotky, nemocné, mrzáky, slepce, přestárlé a chudé). Za kostelem směrem na západ je hřbitov na chlumu (založen koncem 19. století), ve kterém je mnoho dřevěných žemaitských božích muk (litevsky koplytstulpis). Za biskupa M. Valančiuse zde byla postavena škola (od roku 1841 náležící farnosti), kterou v roce 1853 navštěvovalo 10 žáků, v letech 1914 – 1951 základní, později jako (částečně) střední. V roce 1919 zde vyučoval Serbenta, na jehož popud byl nedaleko Pagramantisu založen hřbitov volnomyšlenkářů.

## Dialekt
Pagramantský poddialekt patří do skupiny jižních dialektů žemaitštiny a to mezi poddialekty raseiniaiské. Podrobně jej popsal Dr. Petras Jonikas v knize "Pagramančio tarmė" (Pagramantské nářečí) vydané v roce 1939.

## Významné osobnosti Pagramantisu
- Svého času byl Pagramantis proslavený svými pašeráky knih. Zde se narodil slavný pašerák knih Jonas Mažeika (Zemřel v roce 1961; v Pagramantisu působil do roku 1923). Mezi další slavné pašeráky knih z Pagramantisu patří Antanas Keršulis, bratři Ignacas a Antanas Katauskové a sestry Katauskovy.
- Dr. Petras Jonikas (jazykovědec, * 25. března 1906 ve vsi Antringiai, nyní čtvrť Pagramantisu Ringiai, † 3. února 1996 v Riverside (USA))
- Juozas Mažeika jeden z nejslavnějších litevských operních sólistů (baryton) (* 18. listopadu 1907 v Pagramantisu, † 31. července 1976 ve Vilniusu)
- Farář Pagramantské farnosti Vladas Juškys